# رودريغو بالومينو
رودريغو بالومينو (بالإنجليزية: Rodrigo Palomino)‏ هو لاعب كرة قدم أسترالي في مركز الهجوم، ولد في 22 يوليو 1973 في لقنت في إسبانيا. لعب مع كونينكليجك سبورتفرينغنغ فاريغيم.